# Djadalou
Djadalou ist ein Berg der Zentralafrikanischen Republik. 

## Geographie
Der Berg ist ein Gipfel des Bongo-Massivs in der Präfektur Vakaga im Nordosten der Zentralafrikanischen Republik.
Der Gipfel ist Teil der Kimba-Kette, der sich südlich an die Kasmatiti-Kette anschließt und in einer beeindruckenden Schlangenlinie von Norden nach Süden an der Grenze des Reserve de Faune de la Yata-Ngaya liegt. Der Gipfel erreicht eine Höhe von 1091 m. Das Gebirge ist extrem gefaltet. Von der Kasmatiti-Kette ist der Gebirgskamm durch das Tal des Tini getrennt, der Fluss Dara entspringt am Nordabhang.